# پذیرندگی
پذیرندگی، تحمل‌پذیری، میزان پذیرش، قابلیت تحمل، پذیرفتگی یا میزان تحمل، میزان، درجه یا حد تحمل عوارض سوء یا آثار نامطلوب دارو از سوی بیماران است و به این که تا چه حد عوارض نامطلوب یا آثار سوء یک دارو ممکن است از سوی بیماران قابل تحمل باشند و تحمل شوند؛ اشاره دارد. قابل تحمل بودن یک داروی خاص را می‌توان به صورت کلی مورد بحث قرار داد یا آن را به صورت اندازه‌گیری کمی (مقداری) به عنوان بخشی از یک مطالعه بالینی، بررسی نمود. معمولاً، تحمل‌پذیری یا میزان پذیرش یک دارو با شمار موارد خروج بیماران از مطالعه به دلیل عوارض نامطلوب شدید سنجیده می‌شود. قابلیت تحمل یک دارو نسبت مستقیم با شرایط پزشکی یا وضعیت سلامتی خاصی دارد که آن دارو برای درمان آن طراحی شده‌است؛ به عنوان مثال، بیماران مبتلا به انواع سرطان، اغلب درد و رنج (ناراحتی) بسیاری را در یک مطالعهٔ شیمی‌درمانی به امید افزایش طول عمر یا یافتن درمانی برای بیماری سرطان، متحمل می‌شوند؛ در حالی که بیمارانی که شرایط پزشکی یا وضعیت سلامتی کم‌خطر، ملایم، خفیف و یا خوش‌خیم، مانند سردرد معمولی دارند؛ چنین درد و رنجی را در جریان آزمایش (کارآزمایی بالینی) یک دارو تحمل نمی‌کنند.
نمونه دیگر از تفاوت در تحمل‌پذیری داروها، تفاوت ضدافسردگی‌های سه‌حلقه‌ای با داروهای جدیدتر ضدافسردگی است. داروهای ضدافسردگی سه‌حلقه‌ای به‌سختی و با دشواری تحمل می‌شوند و اغلب باعث عوارض جانبی شدیدی مانند کاهش هشیاری، کاهش فشار خون هنگام ایستادن یا نشستن و اثرات واکنش‌های آنتی‌کولینرژیک می‌گردند؛ در حالی که داروهای جدید ضدافسردگی اثرات نامطلوب بسیار کمتری دارند و به‌خوبی تحمل می‌شوند.
تحمل‌پذیری یا قابل تحمل بودن دارو را نباید با تحمل دارویی اشتباه گرفت. تحمل دارویی، کاهش تأثیر دارو یا کاهش واکنش مصرف‌کننده به دارو پس از مصرف مکرر آن است.